# كوجي أوكاموتو
كوجِ أُوكاموتو (باليابانية: 岡本 浩司) (9 أبريل 1976 في هيوغو في اليابان – )؛ هو لاعب كرة قدم ياباني سابق كان يلعب كلاعب وسط.

## وصلات خارجية
- كوجي أوكاموتو على موقع رابطة كرة القدم اليابانية للمحترفين (اليابانية)
- كوجي أوكاموتو على موقع عالم كرة القدم.نت (الإنجليزية)